# Clásica Féminas de Navarra 2023
La Clásica Féminas de Navarra 2023, publicitada en inglés por la organización como Navarra Women’s Elite Classic 2023, fue la quinta edición de la Clásica Féminas de Navarra, una competición de ciclismo en ruta de un día que es parte del Calendario UCI Femenino 1.Pro. Se celebró el 10 de mayo de 2023, quedando como ganadora la neerlandesa Riejanne Markus del Team Jumbo-Visma.
Para esta edición, la carrera contó con una subida de categoría, pasando a ser UCI ProSeries, pero perdiendo una de las competiciones hasta la fecha, la llamada Emakumeen Nafarroako Klasikoa.

## Preparación
Para esta edición, la organización contó con el apoyo del Instituto Navarro del Deporte (IND) que sumó sus esfuerzos a organizadores y patrocinadores. Finalmente se inscribieron 23 equipos, siendo 6 de ellos de categoría UCI WorldTeam, la máxima categoría de la Unión Ciclista Internacional.
Para esta edición, se aumentó la distancia del recorrido hasta llegar a los 135,8 km, contando además con 9 muros.

## Participantes
Los 18 equipos participantes fueron:
| translation for headoftableIII_translate index 58 not found (6)- Canyon-SRAM Racing - Israel-Premier Tech Roland - Team Jumbo-Visma - Movistar Team - Team Jayco AlUla - UAE Team ADQ UCI Women's continental teams (6)- Bizkaia-Durango - Ceratizit-WNT Pro Cycling - Colombia Pacto Por El Deporte - GW Shimano - Lifeplus Wahoo - Stade rochelais Charente-Maritime - Team Groupe Abadie Equipo femenino de ciclismo amateur- Vipeq-La Vaca Purpura Unknown team category (9)- Bepink - Coop-Hitec Products - Cantabria Deporte-Rio Miera - Eneicat-Cmteam-Seguros Deportivos - Farto-BTC - Laboral Kutxa-Fundacion Euskadi - Massi Tactic - Sopela - Soltec |
| |

## Día de competición
Tras la salida del pelotón a las 13:58 de Pamplona, se fue segregando un grupo líder de unas catorce ciclistas que aventajó en 3 minutos al resto de corredoras a 50 km de la meta. Tras este grupo formaban unas 30 perseguidoras que a su vez aventajaron al pequeño resto que quedaba muy a la zaga de la competición.
La ventaja de las ciclistas de cabeza cayó en picado en la parte final, descolgándose corredora tras corredora hasta quedar solo 3 a la cabeza. A poco más de 10 kilómetros de meta, en el Muro de Galar, el grupo de favoritas, de apenas una decena de ciclistas, alcanzó a las fugadas. En ese mismo instante, Riejanne Markus, que acababa de quedar cuarta en la La Vuelta, lanzó el ataque que le acabaría llevando a meta en solitario. Intentó seguirla la rusa Tamara Drónova, pero se quedó en tierra de nadie y terminó segunda. El podio lo completó Ella Wyllie, quien terminó en el grupo perseguidor, al igual que la única corredora local del top 10, Santesteban.

### Clasificación
| \| Clasificación general \| Clasificación general \| Clasificación general \| Clasificación general \| Clasificación general \| \| Ciclista \| Ciclista \| Equipo \| Tiempo \| \| \| --------------------- \| --------------------- \| -------------------------- \| --------------------- \| --------------------- \| \| 1.ª \| Riejanne Markus \| Team Jumbo-Visma \| 3 h 50 min 23 s \| \| \| 2.ª \| Tamara Drónova \| Israel-Premier Tech Roland \| + 47 s \| \| \| 3.ª \| Ella Wyllie \| Lifeplus Wahoo \| + 1 min 06 s \| \| \| 4.ª \| Eleonora Gasparrini \| UAE Team ADQ \| + 1 min 06 s \| \| \| 5.ª \| Karlijn Swinkels \| Team Jumbo-Visma \| + 1 min 06 s \| \| \| 6.ª \| Elena Pirrone \| Israel-Premier Tech Roland \| + 1 min 06 s \| \| \| 7.ª \| Floortje Mackaij \| Movistar Team \| + 1 min 06 s \| \| \| 8.ª \| Ella Harris \| Lifeplus Wahoo \| + 1 min 06 s \| \| \| 9.ª \| Ane Santesteban \| Team Jayco AlUla \| + 1 min 06 s \| \| \| 10.ª \| Alice Maria Arzuffi \| Ceratizit-WNT Pro Cycling \| + 1 min 06 s \| \| |                     |                            |                 |
| |                     |                            |                 |
| Fuente: ProCyclingStats |                     |                            |                 |
| Clasificación general |                     |                            |                 |
| Ciclista | Ciclista            | Equipo                     | Tiempo          |
| 1.ª | Riejanne Markus     | Team Jumbo-Visma           | 3 h 50 min 23 s |
| 2.ª | Tamara Drónova      | Israel-Premier Tech Roland | + 47 s          |
| 3.ª | Ella Wyllie         | Lifeplus Wahoo             | + 1 min 06 s    |
| 4.ª | Eleonora Gasparrini | UAE Team ADQ               | + 1 min 06 s    |
| 5.ª | Karlijn Swinkels    | Team Jumbo-Visma           | + 1 min 06 s    |
| 6.ª | Elena Pirrone       | Israel-Premier Tech Roland | + 1 min 06 s    |
| 7.ª | Floortje Mackaij    | Movistar Team              | + 1 min 06 s    |
| 8.ª | Ella Harris         | Lifeplus Wahoo             | + 1 min 06 s    |
| 9.ª | Ane Santesteban     | Team Jayco AlUla           | + 1 min 06 s    |
| 10.ª | Alice Maria Arzuffi | Ceratizit-WNT Pro Cycling  | + 1 min 06 s    |

## Retransmisión
La prueba fue retransmitida en directo en streaming a través de Eurosport Player y en la página web de.
También fue retransmitida por televisión en programación a partir de las 16:00 por los canales EITB y Navarra Televisión.